# Tadeusz Baird
Tadeusz Baird (Mazóviai vajdaság, Grodzisk Mazowiecki, 1928. július 26. – Varsó, 1981. szeptember 2.) lengyel zeneszerző és zenepedagógus.

## Rövid életrajz
Lengyelország német megszállásának idején Bolesław Woytowicznál és Kazimierz Sikorskinál tanult. A háború után, 1947 és 1951 között Varsóban, az Állami Zeneművészeti Főiskolán (ma: Fryderyk Chopin Zeneművészeti Egyetem) folytatta tanulmányait Piotr Rytel és Piotr Perkowski irányítása alatt. Zongorázni is tanult, Tadeusz Wituskitól, továbbá három éven át zenetudományt, a Varsói Egyetemen.
Zeneszerzőként röviddel a háború után debütált. Kazimierz Serockival és Jan Krenzcel megalakították a „Grupa 49” csoportot, azzal a céllal, hogy olyan műveket komponáljanak, amelyek nem követik a keleti blokk országaiban akkoriban követendőnek tartott szocialista realizmus esztétikáját. Az 1950-es évek közepére egyike lett azon alkotóknak, akik áttörést hoztak a lengyel zenében. Megújították a zeneszerzés technikáját, egyebek közt azzal, hogy az elsők között alkalmazták a dodekafóniát. Mint a Lengyel Zeneszerzők Egyesületének aktivistája, egyik elindítója és szervezője volt a „Varsói Ősz” Nemzetközi Kortárs Zenei Fesztiválnak, amelyet először 1956-ban rendeztek meg.
1974-től zeneszerzést tanított a varsói Zeneművészeti Főiskolán. 1977-ben professzorrá nevezték ki, és ő lett a zeneszerzés tanszak vezetője. 1976-tól ő volt a Nemzetközi Kortárs Zenei Társaság lengyel tagozatának elnöke. 1979-ben tagjai közé választotta a berlini Művészeti Akadémia, 1981-ben pedig a Lengyel Zeneszerzők Egyesületének tiszteletbeli tagja lett.
1981. szeptember 2-án Varsóban érte a halál. Hamvait a varsói Powązki temetőben helyezték örök nyugalomra.

## A zeneszerző
Baird, a kortárs zeneszerző, nagy tisztelettel adózott a zenei hagyományoknak, egyértelműek a hivatkozásai a régi korok zenéjére, amelyek közül különösen a romantikát, a barokkot és a reneszánszt kedvelte. A komponista archaikus hangzásokat, régi melódiai frázisokat használt, de „kevésbé megfogható területeket is bejárt – az érzelmekét, érzékekét és a kifejezésmódokét.” Ugyanakkor, a modern kompozíciós formák lehetőségeit is kihasználta, ügyesen kombinálva azokat a hagyományos elemekkel. Baird muzsikája „erőteljes líraisággal van átszőve, amely a legtisztábban a dallamainak kibontásában mutatkozik meg.” Úgy vált ismertté, mint az „utolsó lengyel romantikus” és a zenei expresszionizmus követője. Többször elmondta, hogy művei „zenei vallomások”, egyfajta „napló, hangjegyekkel írva”. Ilyenek például a Jutro (Holnap), az Erotyki (Erotika) és az Ekspresje (Kifejezések).
A hangversenydarabokon túl filmekhez és a lengyel TV-színház számára is komponált zenét.
Baird személyisége és muzsikája a filmművészetben is visszhangra talált. Dokumentumfilmet forgatott róla Ludwik Perski (1971) és E.E. Nielsen (1972). 1973-ban készült el a Jutro (Holnap) című opera filmváltozata (rendező: Bogdan Hussakowski), amely elnyerte a prágai Nemzetközi Televíziós Fesztivál nagydíját. 1978-ban Krzysztof Zanussi készített TV-filmet Kölnben, Három lengyel zeneszerző portréja címmel (Lutosławski, Penderecki, Baird). 1989-ben az Olimpia CD Baird zenéjével elnyerte a Diapason d'Or díjat.
1990-től a Lengyel Zeneszerzők Egyesülete által, ifjú zeneszerzők számára szervezett verseny az ő nevét viseli: Konkurs Młodych Kompozytorów im. Tadeusza Bairda. Az első díjat (amely Tadeusz Baird nevét viseli), felesége, Alina Sawicka-Baird alapította.
Baird kompozíciói előkelő helyet foglalnak el a hangverseny repertoárban és zenetudósok vizsgálatának tárgyát képezik. Műveit 1982-ben tudományos szimpóziumokon és konferenciákon elemezték, Poznańban és Varsóban.

## Válogatott hangversenydarabok
A nevét viselik:
- 1949 Zongoraverseny
- 1950 1. szimfónia
- 1952 Colas Breugnon, szvit régi stílusban vonós zenekarra és fuvolára

2. szimfónia – Sinfonia quasi una fantasia
- 1953 Lírikus szvit, négy szoprán hangra és szimfonikus zenekarra, Julian Tuwim szövegével
- 1954 Ballada a katona csészéjéről, baritonra, narrátorra, vegyes karra és zenekarra, Stanisław Strumph-Wojtkiewicz szövegével
- 1956 Négy szerelmes szonett William Shakespeare verseire, baritonra, vonószenekarra és csembalóra, 1. változat

Cassazione zenekarra)
- 1958 Négy esszé[4] zenekarra
- 1958–1959 Expressziók hegedűre és zenekarra
- 1959 Intelem, óhéber szövegekre, beszélővel, vegyes karra és zenekarra
- 1961–1962 Variációk téma nélkül, szimfonikus zenekarra
- 1964 Négy dialógus oboára és kamarazenekarra
- 1966 Holnap, zenedráma Jerzy Sito librettójára, Joseph Conrad Tomorrow című műve nyomán)
- 1968 Sinfonia breve
- 1969 Négy szerelmes szonett Shakespeare verseire, baritonra, vonósokra és csembalóra, 2. változat

III symfonia (3. szimfónia)
- 1970 Goethe-levelek, kantáta Goethe és Charlotte von Stein levéltöredékei alapján, baritonra, vegyes karra és zenekarra)
- 1971 Play vonósnégyesre
- 1972 Psychodrama zenekarra
- 1973 Oboaverseny

Elégia zenekarra
- 1975 Concerto lugubre (Szomorú concerto),[5] brácsára és zenekarra
- 1977 Jelenetek csellóa, hárfára és zenekarra
- 1978 Variációk rondo formában, vonósnégyesre
- 1980 Canzona zenekarra
- 1981 Hangok a távolból, három dal Jarosław Iwaszkiewicz verseire

## Főbb díjak és kitüntetések
- 1951 Állami Díj
- 1952 Arany Érdemkereszt[6]

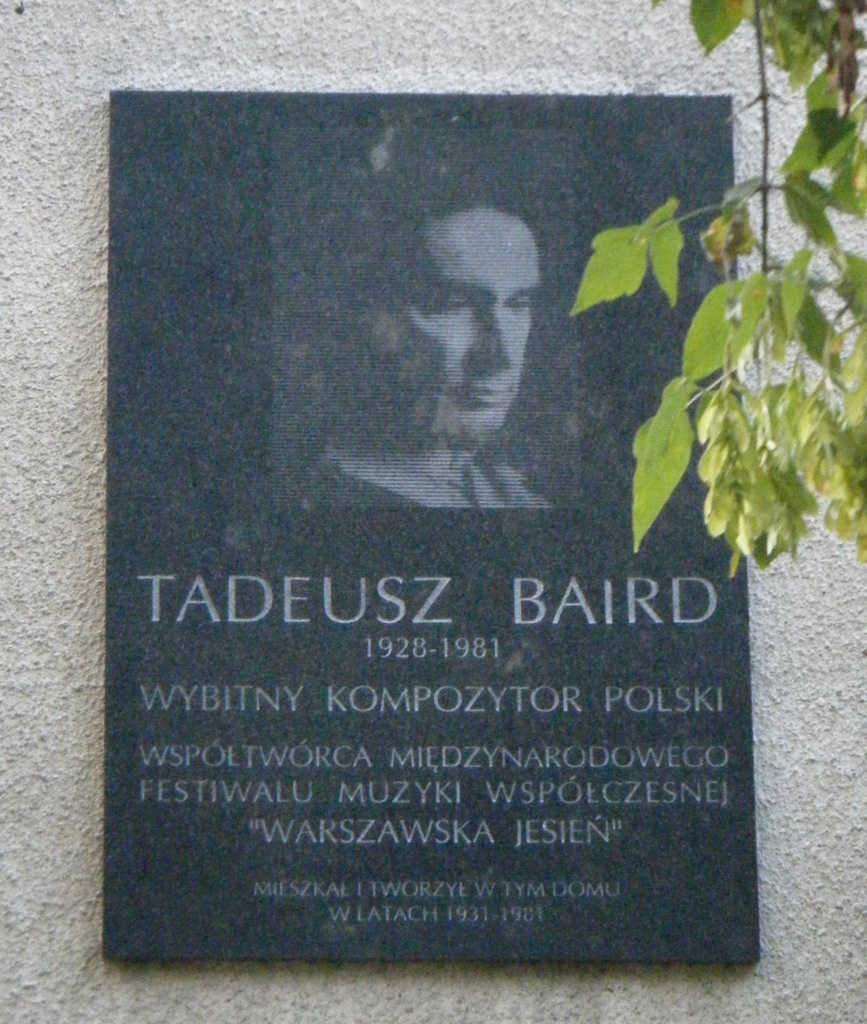
Emléktábla Tadeusz Baird házának falán – Varsó, Ulica Lipsk

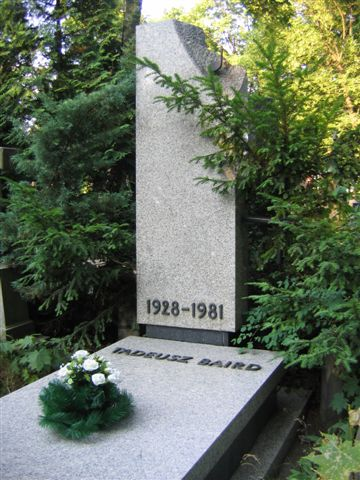
Tadeusz Baird síremléke a varsói Powązkowski temetőben

- 1959 I. hely az UNESCO Nemzetközi Zeneszerzői Seregszemléjén, Párizsban a Négy esszé zenekarra című darabért
- 1962 A lengyel kulturális és művészeti miniszter díja
- 1963 I. hely az UNESCO Nemzetközi Zeneszerzői Seregszemléjén, Párizsban a Variációk téma nélkül, szimfonikus zenekarra című művéért

Köln városának művészeti díja
- 1964 Állami Díj II. fokozata[7]
- 1966 I. hely az UNESCO Nemzetközi Zeneszerzői Seregszemléjén, Párizsban a Négy dialógus oboára és kamarazenekarra című darabért

Lengyel Zeneszerzők Egyesületének díja
- 1968 Serge Koussevitzky-díj
- 1970 Állami Díj
- 1971 Jurzykowski Alapítvány díja, New Yorkban
- 1974 Munka Vörös Zászló Érdemrend II. fokozata[8]

Prix Arthur Honegger
Drezda város díszpolgára
- 1975 A lengyel kulturális és művészeti miniszter díja, I. fokozat
- 1978 Jean Sibelius Érem[9]
- 1979 Nemzeti Oktatási Bizottság kitüntetése[1]

Miniszterelnöki díj I. fokozat
- 1981 Munka Vörös Zászló Érdemrend I. fokozata (posztumusz)[1]

## Emlékezete
- Filharmonia Zielonogórska
- Alapfokú Zeneiskola Grodzisk Mazowieckiben
- Alapfokú Zeneiskola Iławában
- Utca Grodzisk Mazowieckiben[10]
- Ifjú Zeneszerzők Tadeusz Baird Versenye

## Fordítás
- Ez a szócikk részben vagy egészben  a   Tadeusz Baird című lengyel Wikipédia-szócikk ezen változatának fordításán alapul.  Az eredeti cikk szerkesztőit annak laptörténete sorolja fel. Ez a jelzés csupán a megfogalmazás eredetét és a szerzői jogokat jelzi, nem szolgál a cikkben szereplő információk forrásmegjelöléseként.